# Bosnisch-herzegowinische Fußballnationalmannschaft (U-21-Männer)
Die bosnisch-herzegowinische U-21 Nationalmannschaft ist die offizielle Auswahl der besten U-21 Fußballspieler aus Bosnien und Herzegowina.

## Geschichte
Bei der U-21 EM-Qualifikation 1996–1998 nahm die bosnisch-herzegowinische U-21 Fußballnationalmannschaft zum ersten Mal bei einer Qualifikation teil. Den ersten Sieg in der Geschichte der bosnischen U-21 Nationalmannschaft schaffte man gegen Kroatien mit einem Ergebnis von 3:1. Man belegte jedoch den 5. Platz in der Gruppe und schied aus.
Bis zur U21 EM-Qualifikation 2006–2007 in den Niederlanden schied die bosnische Nachwuchsnationalmannschaft jedes Mal in der ersten Qualifikationsrunde aus. Doch dieses Mal erreichte die Mannschaft in der Qualifikationsrunde neben Norwegen und Armenien den 1. Platz. 
In den Entscheidungsspielen traf man auf die tschechische U-21 Nationalmannschaft. Durch ein Tor von Daniel Kolář in der 33. Minute lag man 0:1 im Rückstand. Sejad Salihović machte überraschend den Ausgleich, doch Roman Hubník erzielte in der 70. Minute noch das 1:2 für Tschechien.
Im Rückspiel im Stadion Koševo (Sarajevo) sah es nach der 52. Minute gut für die bosnisch-herzegowinische U-21 Nationalmannschaft aus, Sejad Salihović brachte die Mannschaft in Führung. In der 82. Minute konnten die Tschechen durch Tomáš Frejlach den Ausgleich schießen, der durch die Auswärtsregel das Aus für die bosnisch-herzegowinische U-21 Nationalmannschaft bedeutete.

## Ehemalige bekannte Spieler
- Sejad Salihović
- Vedad Ibišević
- Zlatan Muslimović
- Edin Džeko
- Saša Papac
- Kenan Hasagić
- Zlatan Bajramović
- Damir Ibrić
- Emir Spahić